# 曼格蒂國家公園
18°42′25″S 19°07′37″E / 18.707°S 19.127°E
曼格蒂國家公園（英語：Mangetti National Park），是納米比亞的國家公園，位於該國東北部，處於龍杜以南約100公里，西面是埃托沙國家公園，成立於2008年，面積420平方公里。